# Popilnia (obwód czernihowski)
Popilnia (ukr. Попільня) – wieś na Ukrainie, w obwodzie czernihowskim, w rejonie koriukowskim, w hromadzie Snowśk. W 2001 liczyła 191 mieszkańców, wśród których 187 wskazało jako ojczysty język ukraiński, a 4 rosyjski.